# 硃沙似天竺魚
硃沙擬天竺魚（學名：Apogonichthyoides miniatus），又稱硃沙似天竺鯛，為輻鰭魚綱鈎頭魚目天竺鯛科擬天竺魚屬下的一個種，分布於東印度洋澳洲西北部帝汶海海域，深度約95公尺，本魚體延長，長橢圓形，體稍側扁，頭大、眼大，口大且斜裂，頜齒細小，鋤骨和腭骨通常具齒，舌上無齒，前鰓蓋骨脊平滑，體被弱櫛鱗，背鰭2個，尾鰭圓形，頭部、身體和鰭呈紅色，胸鰭上方有一個圓形非眼狀黑點，其後的中線有三個微弱的黑色斑點，第一個背鰭上有一個黑色斑點，體長可達3.5公分，棲息在底中層水域，屬肉食性，以小型無脊椎動物為食，夜行性，繁殖期時，雄魚具有口孵習性，卵約7日化成仔魚，由雄魚吐出，具短暫的仔魚飄浮期，生活習性不明。